# Personaldienstleistungsfachwirt
Geprüfter Personaldienstleistungsfachwirt ist ein öffentlich-rechtlich anerkannter Abschluss auf Meisterebene, der nach einer erfolgreich absolvierten branchenbezogenen kaufmännischen Aufstiegsfortbildung gemäß Berufsbildungsgesetz vergeben wird. Die bundeseinheitliche Prüfung erfolgt auf Grundlage einer besonderen Rechtsverordnung vor dem Prüfungsausschuss einer Industrie- und Handelskammer (IHK).

## Berufsbeschreibung
Der von DIHK, Gewerkschaften und Sachverständigen aus Bildungs- und Industrieunternehmen entwickelte Rahmenplan behandelt unter anderem die folgenden beruflichen Handlungsbereiche:
- Die Analyse von Märkten und Chancen
- Auswahl und Weiterentwicklung von Personaldienstleistungen
- Personal Recruiting
- Die Auftragsbegleitung und -nachbereitung
- Unternehmensführung
- Überwachung von Prozessen

Im Regelfall werden Personaldienstleistungsfachwirte als Niederlassungsleiter eingesetzt.

### Zulassungsvoraussetzung
Für die Zulassung zur Weiterbildungsprüfung wird vorausgesetzt:
- eine Abschlussprüfung in einem anerkannten Ausbildungsberuf der Personaldienstleistungswirtschaft, beispielsweise zum Personaldienstleistungskaufmann, und eine einjährige einschlägige Berufspraxis oder
- eine Abschlussprüfung in einem anderen anerkannten Ausbildungsberuf und danach eine mindestens zweijährige Berufspraxis oder
- eine mindestens fünfjährige Berufspraxis.

Wer durch Vorlage von Zeugnissen oder auf andere Weise glaubhaft macht, dass er über die nötigen Kenntnisse und Erfahrungen verfügt, kann ebenfalls zugelassen werden.

## Abschlussprüfung
Die Prüfung umfasst einen schriftlichen und einen mündlichen Teil. 
Nach erfolgreichem Abschluss aller Prüfungsteile vergibt die prüfende IHK den öffentlich-rechtlich anerkannten Abschluss Geprüfter Personaldienstleistungsfachwirt.

## Durchführung
Erstmals wurde ein Lehrgang für diese Aufstiegsfortbildung mit Start 2012 bei der Business Akademie der LVQ in Mülheim an der Ruhr durchgeführt. Die ersten Personaldienstleistungsfachwirte wurden durch die IHK zu Essen 2013 geprüft.